# Diana Bianchi (Historikerin)
Diana Bianchi (* 2. Oktober 1951 in Montevideo, Uruguay) ist eine uruguayische Historikerin.
Nachdem sie 1978 einen Abschluss in Geschichtswissenschaften an der Universidad de la República (UdelaR) in Montevideo erwarb, promovierte sie an der Universidad de Buenos Aires, wo sie 1999 den Doktortitel erhielt.
Bianchi, die als Profesora agregada für Moderne Geschichte an der Fakultät für Geistes- und Erziehungswissenschaften der Universidad de la República (FHCE) lehrt, wo sie auch die Abteilung für Weltgeschichte (Historia universal) leitet, arbeitete als Gastdozentin an den Universitäten in Mar del Plata und Tandil. Sie war überdies Teilnehmerin zahlreicher Kongresse in Argentinien und Spanien.
Neben zahlreichen Artikeln in Fachzeitschriften und in den Städten Madrid, Buenos Aires, Valladolid und Mar del Plata erschienenen Gemeinschaftswerken publizierte sie 1994 Pobreza, utopía y practica social. El problema del pauperismo en la perspectiva de la ilustración española, zwei Jahre später Modernidad y representaciones und 2001 La ilustración española y la pobreza. Debates metropolitanos y proyecciones coloniales. 2002 erhielt sie den Preis des Uruguayischen Bildungs- und Kulturministeriums in der Sparte Historisches Essay.

## Veröffentlichungen
- 1994: Pobreza, utopía y practica social. El problema del pauperismo en la perspectiva de la ilustración española
- 1996: Modernidad y representaciones
- 2001: La ilustración española y la pobreza. Debates metropolitanos y proyecciones coloniales

## Auszeichnungen
- 2002 Preis des Uruguayischen Bildungs- und Kulturministeriums